# الکساندر اوگاندو
الکساندر اوگاندو (انگلیسی: Alexander Ogando؛ زادهٔ ۳ مهٔ ۲۰۰۰) دونده اهل جمهوری دومینیکن است.